# روبرت ماكسويل (لاعب كريكت)
روبرت ماكسويل (10 فبراير 1945 في نيوزيلندا - ) (بالإنجليزية: Robert Maxwell)‏ هو لاعب كريكت نيوزلندي.

## وصلات خارجية
- روبرت ماكسويل على موقع إي آس بي آن كريك إنفو (الإنجليزية)